# Baranyi Laura
Baranyi Laura (Salgótarján, 1966. március 10. – Budapest, 2011. február 24.) újságíró, roma értelmiségi.

## Élete
Diplomás szociális munkásként kezdett dolgozni. Az elsők között végezte el a budapesti Független Médiaközpont roma újságíró-gyakornoki programját. 1999 és 2000 között a Roma Sajtóközpont munkatársa volt. A médiaközpont weboldalának, a sosinet.hu munkatársaként is tevékenykedett. Hosszabb ideig a RomNet munkatársa is volt.
A Rádió C-ben, az ország első roma rádiójában annak 2001-es alapítása óta dolgozott. Ő vezette két társával az Élesztő című műsort. Több önálló szórakoztató és közéleti műsort is vezetett, szerkesztett.
Filmkészítéssel is foglalkozott: 2004-ben díjat nyert a "Mint a méhecskék" című dokumentumfilmjével.
2005 és 2007 között, újságírói és közéleti munkássága mellett, szociális munkásként is dolgozott a Roma Polgárjogi Alapítványnál.